# Dorado (pan de oro)

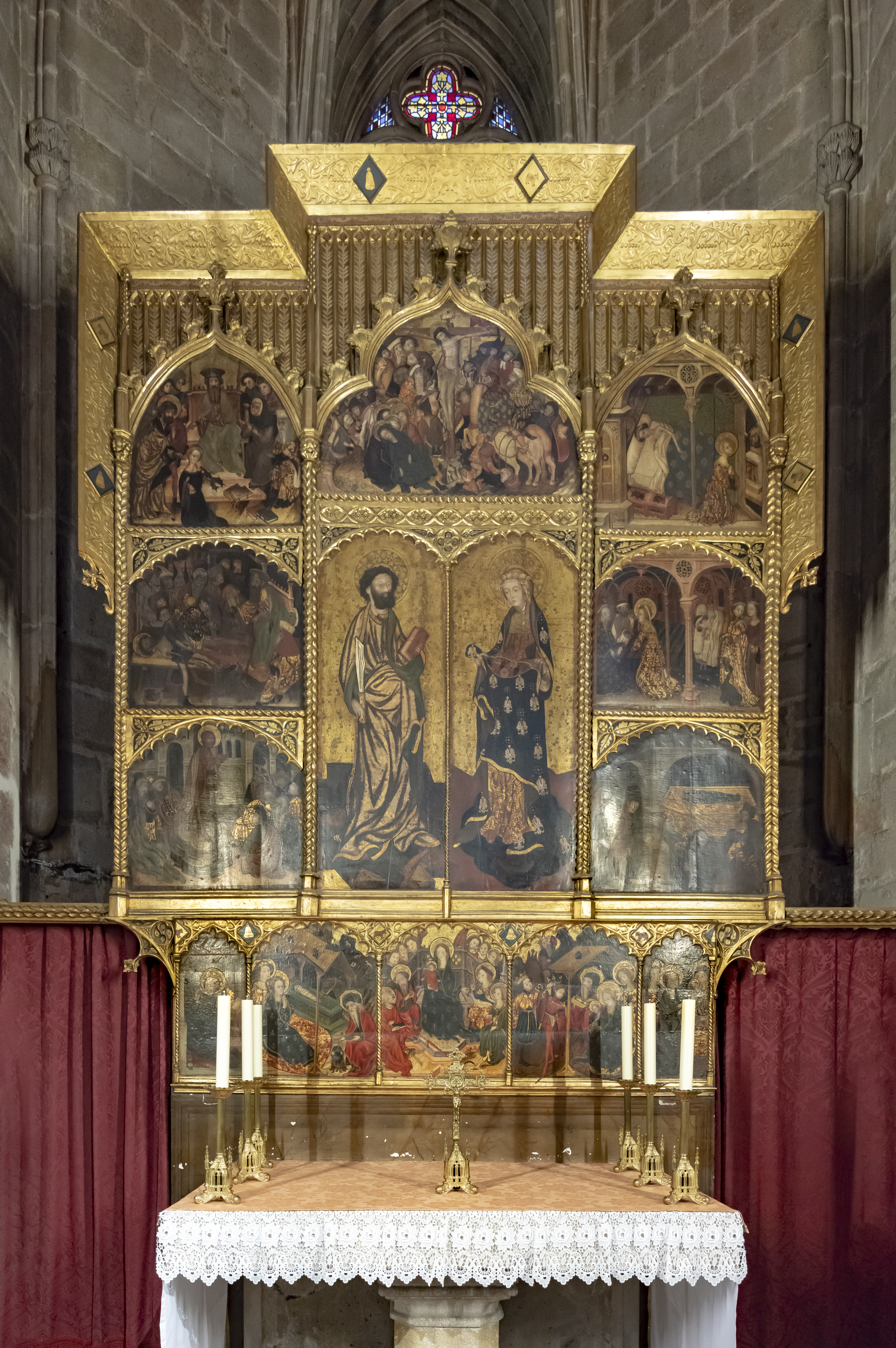
Retablo de Santa Isabel y San Bartolomé en la Catedral de Barcelona. Atribuido al taller de Guerau Gener (1401).

El  dorado a la hoja es la técnica que consiste en aplicar hojas de oro, plata o cobre muy delgadas sobre una superficie. Según el tipo de dibujo preparatorio se puede cincelar el oro. Los doradores eran los artesanos que hacían este trabajo y aparecieron en la Baja Edad Media como una especialidad de lujo dentro de los gremios de carpinteros, y los de Barcelona organizaron un gremio propio en el año 1596. Eran a la vez entalladores y esgrafiadores, y practicaban la escultura, la pintura e incluso la arquitectura. Esta fue una técnica muy utilizada durante los siglos XIII al XV. El oficio tuvo un empuje durante el siglo XVIII y principios del XIX. Incidentalmente el gremio tomó el título superior de colegio.